# Бреза
Вижте пояснителната страница за други значения на Бреза.
Бреза (Betula) е названието на род дървета, разпространени във всички по-високи планини в България, по скалисти места, сечища, предимно в иглолистни гори.
За медицински цели се използват листата (запарка, отвара), корите (отвара), пъпките (запарка, отвара), реси (запарка), смолата в миналото – за дъвки. Брезата се намира в умерения климатичен пояс. Повече я има по северните склонове и на по-високо. Брезата е с бяла кора на редки черни петна. Съдържа бетулинова киселина.

## Други
На брезите са наречени улици в кварталите „Лозенец“ и „Бояна“ в София (Карта), в град Банкя, в селата Бистрица, Рударци, Волуяк, Долни Пасарел, Божурище, Нови Хан, Лозен.